# Thievery Corporation
Thievery Corporation é uma dupla estadunidense de música eletrônica (downtempo) - Rob Garza e Eric Hilton -, proveniente de Washington, formada em 1995, com variadas influências de outros estilos na sua música, tal como dub, reggae, jazz, bossa nova entre outros, voltados pra uma atmosfera lounge. Apesar de ser um dupla, tem a banda de suporte para concertos e gravações em estúdio.

## Discografia

### Albuns de estúdio
- 1997 - Sounds from the Thievery Hi-Fi
- 2000 - The Mirror Conspiracy
- 2003 - The Richest Man in Babylon
- 2005 - The Cosmic Game
- 2006 - Versions
- 2008 - Radio Retaliation
- 2011 - Culture of Fear
- 2014 - Saudade
- 2017 - The Temple of I & I
- 2018 - Treasures from the Temple
- 2020 - Symphonik

### Albuns de compilações
- 1997 - Dubbed Out in DC
- 1998 - Covert Operations
- 1999 - Abductions and Reconstructions
- 1999 - Jet Society (1999)
- 1999 - Rare Tracks: 18th Street Lounge (1999)
- 1999 DJ-Kicks: Thievery Corporation (1999)
- 2000 - Thievery Corporation and Revolution Present: Departures (2000)
- 2001 - Sounds from the Verve Hi-Fi (2001)
- 2001 - Modular Systems (2001)
- 2003 - Den of Thieves (2003)
- 2004 - The Outernational Sound (2004)
- 2004 - Frequent Flyer: Rio De Janeiro (2004)
- 2004 - Babylon Rewound (2004)
- 2005 - Frequent Flyer: Kingston Jamaica (2005)
- 2006 - Red Hot + Latin: Silencio = Muerte Redux (2006)
- 2006 - Changed To Lo-Fi (2006)
- 2007 - Warning Shots: Digibox Set (2007)
- 2010 - It Takes a Thief (2010)

### Singles
Singles gravados por ESL Music, a não ser quando indicado o contrário.